# Blons
Blons è un comune austriaco di 357 abitanti nel distretto di Bludenz, nel Vorarlberg.

## Eventi storici
Il 12 gennaio 1954 una valanga si è abbattuta sul paese, mietendo più di 200 vittime.